# Širvintos upės slėnis
Širvintos upės slėnis este o arie protejată (arie de protecție specială avifaunistică — SPA) din Lituania întinsă pe o suprafață de 495,82 ha, integral pe uscat.

## Localizare
Centrul sitului Širvintos upės slėnis este situat la coordonatele 54°43′29″N 22°49′34″E / 54.7247°N 22.8261°E.

## Înființare
Situl Širvintos upės slėnis a fost declarat arie de protecție specială avifaunistică în februarie 2022 pentru a proteja 5 specii de animale.

## Biodiversitate
Situată în ecoregiunea boreală, aria protejată nu include niciun habitat protejat.
La baza desemnării sitului se află mai multe specii protejate de  păsări (5): barză albă (Ciconia ciconia), erete de stuf (Circus aeruginosus), cristeiul de câmp (Crex crex), sfrâncioc roșiatic (Lanius collurio), cresteț pestriț (Porzana porzana).